# Mark Gonzales
Mark Gonzales, född 1 juni 1969, är en amerikansk skateboardåkare. Han har blivit något av en ikon inom skateboardvärlden och var tillsammans med Natas Kaupas en av streetskatingens pionjärer. Tillsammans utvecklade de i mångt och mycket streetskatingen till vad den är i dag. Gonzales är mest känd för sin del i Spike Jonzes första film Video Days.
Han sponsras idag av Krooked Skateboarding (som han själv äger), Spitfire Wheels, Independent Truck Company, Fourstar Clothing, och Adidas skate shoes.

## De tidiga åren
Mark Gonzales föddes 1 juni 1969 i Huntington Park, Kalifornien och växte upp i Southgate med sin mor, bror och syster. När han började åka skateboard är oklart, men skateboardvärlden la först märke till honom under en tävling när han var 15 år. Innan dess brukade Gonzales och hans vänner bege sig till Suregrip-fabriken och leta bland soporna. Där hittade de gamla hjul, skruvar och griptape. Hos Variflex brukade de köpa begagnade skateboards. Allt detta förändrades på den tävling som gjorde Gonzales känd, vilken resulterade i att han hamnade på ett av de största teamen, Alva skateboards.
Han skatade dock inte länge för Alva innan Vision kom in i bilden och ville göra honom till proffs. Gonzales bestämde sig för att tacka ja till erbjudandet och blev Visions nya proffs vid 16 års ålder. När han efteråt blivit tillfrågad om varför han valde Vision svarade han: - I liked those animal printed boards. They had zebra skin, the crocodile skin and the alligator skin. I though those were dynamite. ("Jag gillade brädorna med djurtryck. De hade zebraskinn, krokodilskinn och alligatorskinn. Jag tyckte att de var grymma".[källa behövs]

## Åren som proffs och grundandet av företaget Blind
Under denna period tillförde Gonzales mycket kreativt i skatevärlden, han införde bland annat de första kickflipsen i street skating, tillsammans med Fs Shove-its och ollie uppför trottoarkanter. Han gjorde också ollie över det berömda "Gonz-gappet" på Embarcadero, och som namnet antyder så var han först med det. Gonzales började också skata på handräcken tillsammans med Natas Kaupas. Det är dessa två som är kända för att vara de första som gjort boardslides (Bs och Fs) nedför handräcken. Han var också den första som syntes med 50/50's nedför handräcken i media. Han har påverkat skateboard rätt mycket genom att införa skatning av handräcken. Han hjälpte även till att göra switch-åkning känt för skatevärlden. Gonzales var en av de första som började skata switchstance och kunde ses göra Switch Method airs utför hoppramper på 1980-talet.
Gonzales tröttnade på hur Vision Skateboards utvecklades sig och ville 1990 sluta som proffs och bara skata för nöjes skull. Då kom han i kontakt med Steve Rocco som ville ge honom ett eget företag och lovade honom att saker skulle bli annorlunda jämfört med förhållanden som rådde på Vision. Gonzales bestämde sig då att företaget skulle heta Blind för att peka på skillnaderna från Vision (Blind är motsatsen till Vision, "syn"). Gonzales fick mycket större utrymme för sin kreativitet och designade företagets logotyp som fortfarande används. Blind var delägt och distributionen skedde under Steve Roccos World Industries. Gonzales rekryterade några av de bästa skatarna till teamet (bland annat Guy Mariano och Jason Lee) och gav ut en av de mest inflytelserika skatefilmerna någonsin: Blind - Video Days.

## Filmkarriär
I filmen Blind - Video Days fick tittarna se trick som bs 270 noseblunts och fs 180 switch bs feebles långt före Chris Coles tid. För första gången kunde man också beskåda boardslides på double kinkrails och han utförde även fs grab utför Wallenburg och caveman darkslides på handräcken. Gonzales roll nämns ofta som en av de bästa skateuppvisningarna genom tiderna.[källa behövs] Filmen gjordes av Spike Jonze och blev snabbt den mest populära skatevideon på den tiden då den innehöll både nyskapande och stilfull åkning.
Efter ett tag uppstod en brytning mellan Gonzales och Steve Rocco. Gonzales var så ivrig att få lämna företaget att han bytte sin andel i företaget mot firmabilen. Efter brytningen med Rocco 1993 flyttade Gonzales till New York och vid en ålder av 24 år la han av med att skating för att fokusera på konstnärskarriären på heltid. Runt 1995 tillbringade han ett år i Lyon i Frankrike med sin flickvän, där han började med skating igen.
Efter Gonzales tid i Europa blev han involverad i ATM Click och 60/40, två märken som han skatade för och drev, men som aldrig blev en större succé. Efter det började han skata för Real skateboards som distribuerades av Deluxe, där han hade sin första filmroll sen Video Days. Sammanlagt filmade han tre filmer för Real, innan han åter bestämde sig för att pröva på att ha ett eget märke igen. Denna gång fick det heta "Krooked", och han fick med sig åkare som Dan Drehobl, Bobby Worrest och Van Wastell. Detta märke är också underordnat Deluxe.